# Java-Medaille
Die Medaille von Java (Java-Feldzugmedaille)  wurde als Auszeichnung für die Feldzüge von 1825 bis 1830 gestiftet. Stifter war Wilhelm I., König der Niederlande. Das Stiftungsdatum war der 27. Juni 1831.

## Ordensdekoration
Die Medaille war aus Bronze und achteckig gestaltet. Auf der Vorderseite war das Bild des Stifters mit der Umschrift „Wilhelm I. Konig der Nederlande“. Die Rückseite hatte die Umschrift „Orlog of Java 1825 1830“ innerhalb eines Eichen- und Lorbeerkranzes.

## Ordensband
Das Ordensband war orange gefärbt.